# Heiri Suter
Heinrich 'Heiri' Suter (Gränichen, 10 de juliol de 1899 - Büllach, 6 de novembre de 1978) va ser un ciclista suís, que fou professional entre 1918 i 1941.
Especialista en les clàssiques d'un dia, aconseguí una seixantena de victòries, entre elles sis edicions del Campionat de Zúric, dues París-Tours, una París-Roubaix, un Tour de Flandes i cinc campionats de Suïssa en ruta. Els últims anys de la seva carrera esportiva se centrà en el ciclisme en pista.
Heiri Suter tenia cinc germans, Max, Franz, Fritz, Gottfried i Paul, que van ser tots ciclistes.

## Palmarès
- 1919
  - 1r al Campionat de Zúric
  - 1r al Tour de Zuric
  - 1r al Gran Premi de l'Aurore
- 1920
  -  Campió de Suïssa en ruta
  - 1r al Campionat de Zúric
  - 1r del Tour del Nord-oest
- 1921
  -  Campió de Suïssa en ruta
  - 1r del Tour del Nord-oest
  - 1r a la Volta de Suïssa Oriental
  - 1r al Tour de Zuric
  - 1r a la Ginebra-Zúric
  - 1r al Critèrium de Ginebra
- 1922
  -  Campió de Suïssa en ruta
  - 1r del Gran Premi Wolber
  - 1r al Campionat de Zúric
  - 1r a la Múnic-Zúric
  - 1r del Tour del Nord-oest
  - 1r al Circuit de Friburg
  - 1r al Circuit de Neuchâtel
  - 1r al Circuit del Cantó Vaudois
  - 1r al Circuit de muntanya de Pontarlier
  - Vencedor d'una etapa a la París-Saint Etienne
- 1923
  - 1r a la París-Roubaix
  - 1r al Tour de Flandes
  - 1r a la Múnic-Zúric
  - 1r del Tour del Nord-oest
  - 1r al Critèrium de Ginebra
- 1924
  - 1r al Circuit de la Champagna i vencedor d'una etapa
  - 1r al Campionat de Zúric
  - 1r al Tour del llac Léman
  - 1r al Gran Premi Griffon
  - 1r a la Zuric-La Chaux de Fonds
  - 1r al Critèrium de Ginebra
  - Vencedor d'una etapa a la Bordeus-Marsella
  - Vencedor d'una etapa al Giro de la Província de Milà, amb Max Suter
- 1925
  - 1r de la Bordeus-París
  - 1r al Gran Premi Wolber
  - 1r al Circuit de la Champagna
  - 1r al Circuit del Cantó Vaudois
- 1926
  -  Campió de Suïssa en ruta
  - 1r a la París-Tours
  - 1r a la Volta a Frankfurt
  - 1r de la Volta a Colònia
  - 1r de la Volta a Württemberg
  - 1r al Circuit de la Muntanya
- 1927
  - 1r a la París-Tours
  - 1r a la Volta a Frankfurt
  - 1r al Tour del llac Léman
- 1928
  - 1r al Campionat de Zúric
- 1929
  -  Campió de Suïssa en ruta
  - 1r al Campionat de Zúric
  - 1r al Tour del llac Léman
  - 1r del Tour del Nord-oest
  - 1r al Circuit Franco-suís
- 1930
  - 1r al Tour del llac Léman
- 1932
  -  Campió de Suïssa de mig fons
- 1933
  -  Campió de Suïssa de mig fons